# Константинов, Андрей Дмитриевич (дипломат)
Андрей Дмитриевич Константинов (ум. после 1796 года) — российский резидент в Крымском ханстве.

## Биография
Состоял переводчиком при хане Шагин-Гирее в то время, когда он, выехав из Крыма, жил в Полтаве. В 1777 году, когда Шагин-Гирей был поставлен крымским ханом, отправлен был вместе с ним в Крым и осенью того же года был назначен при хане резидентом в чине надворного советника.
В 1777—1778 годах сношения с Крымом велись через генерал-поручика князя А. А. Прозоровского, который командовал отрядом российских войск, ближайшим к Крыму. Князь Прозоровский не отличался дипломатическими способностями и не смог наладить отношениям с татарами, он постоянно вступал в пререкания с Шагин-Гиреем. Константинову приходилось улаживать эти затруднения. Положение улучшилось, когда вместо Прозоровского был назначен А. В. Суворов, который прибыл на место в начале мая 1778 года. Суворов стал действовать в согласовании с Константиновым, отдавая дань его знанию татар и умению иметь с ними дело. При их взаимодействии удалось закончить согласно с желаниями российского правительства вывод из Крыма в Россию почти всех живших в Крыму христиан. 28 марта 1778 года П. А. Румянцев дал предписание Константинову начать осуществлять этот замысел. После продолжительных проволочек, при противодействии хана, которому не хотелось лишаться стольких подданных, дело это завершено по желаниям России. "Вывод крымских христиан кончен!", писал А. В. Суворов П. А. Румянцеву от 18 сентября 1778 года, "обоего пола отправилось в Азовскую губернию 31908 душ; осталось зимовать в Еникале и Черкасе 288 душ. Примерно вышло денег на вывод сей здесь до 130 тысяч рублей, паче на прогоны". Константинову выпала на долю  большая и трудная часть работы по дипломатическому обеспечению вывода.
Другое дело, в котором пришлось ему немало приложить старания, были сношения с ханом по поводу признания независимости Крыма Турцией. Шагин-Гирей ожидал, что с признанием этой независимости Россия окажет ему поддержку в присоединении под его власть некоторых кавказских племен, или возвратит Крыму те земли, которые отошли к России по Кучук-Кайнарджийскому миру и которыми до того времени владели татары. Но Шагин-Гирею не получил желаемого. У него возникло недовольство, которое отразилось на Константинове: хан постоянно лично давал ему это чувствовать и жаловался в Петербург, обвиняя резидента в непочтении к себе, в грубостях. В Петербурге прежде были очень довольны действиями Константинова и не раз ему на это указывали. 
Граф Н. И. Панин внушал ему, что необходимо оказывать почтение хану и всем татарам давать понять, что Россия уважает хана и находит, что созданное ею правительство самое полезное для Крыма. Константинов оправдывался, но и co своей стороны высказывал утомление от сношений с ханским правительством и выражал желание оставить свой пост. Хан был также недоволен тем, что Константинов долго не представлял ему официально верительных грамот, по сообщению об этом в Петербург грамоты были присланы и 11 июня 1779 года Константинов имел торжественную аудиенцию и с этого времени был уже официально резидентом. Но это улучшило положение лишь ненадолго, и 3 марта 1780 года Константинов был отозван с причислением к Коллегии иностранных дел; на выезд ему пожаловано было 2000 рублей. Уже 28 мая  торжественную аудиенцию у хана имел статский советник П. П. Веселицкий, заменивший Константинова со званием чрезвычайного посланника и полномочного министра.
Перед отъездом Константинова из Крыма обнаружилось, что он взял фиктивные векселя на одного из торговавших в Крыму русских купцов на крупную сумму. Было ясно, что Константинов желал незаконным образом нажиться. Несмотря на усилия Веселицкого, дело расследовалось в Харьковском наместничестве, итоги его  неизвестны. В последующем Константинов состоял при канцелярии Коллегии иностранных дел советником, получил чин коллежского советника.

## Награды
- Орден св. Владимира 4-й ст.